# Chorisoneura bisignata
Chorisoneura bisignata es una especie de cucaracha del género Chorisoneura, familia Ectobiidae. Fue descrita científicamente por Rehn en 1917.
Habita en Brasil.